# Хронологія повстанського руху на Північному Кавказі (2018)
Збройний конфлікт на Північному Кавказі (з 2009) — воєнні зіткнення між бойовиками різних націоналістичних ісламістських повстанських угруповань, ІДІЛ і співробітниками правоохоронних органів Російської Федерації на території Північного Кавказу, що тривають після офіційного скасування режиму контртерористичної операції в Чеченській республіці у квітні 2009 року та поширилися на увесь Північний Кавказ. У статті наведено хронологію повстанського руху на Північному Кавказі за 2018 рік.

## Хронологія
- 3 січня — увечері було застрелено начальника відділення поліції селища Автури Шалінського району Чечні Абубакара Устарханова. Вбивця стріляв у поліцейського в магазині та втік на автомобілі Устарханова. У вбивстві підозрюється 27-річний місцевий житель Хамзат Баймурадов, який раніше служив у правоохоронних органах і був засуджений за допомогу повстанцям[1].
- 10 лютого — у ході КТО в Інгушетії було вбито двох озброєних осіб. За твердженням силовиків, їх було блоковано вранці в лісі поблизу села Алі-Юрт у Назранівському районі. У відповідь на пропозицію здатися, вони відкрили вогонь з автоматів і були вбиті. Вбиті упізнані як уродженці Дагестану, які підозрювалися у зв'язках із сирійськими повстанцями[2].
- 15 лютого — режим КТО запроваджено в Унцукульському районі Дагестану. За інформацією Національного антитерористичного комітету, під час перестрілки з силовиками був вбитий повстанець, позніше стало відомо, що загинув спецназівець і є поранені[3].
- 18 лютого — на святкуванні Масляниці в Кизлярі чоловік відкрив вогонь по людях із мисливської рушниці. В результаті інциденту було вбито чотирьох людей, у тому числі й сам стрілець. Пізніше одна з постраждалих померла у лікарні. Стріляючий був пізнаний як 22-річний Халіл Халілов. Джерела назвали його учасником "сплячого осередку" терористичної організації "Ісламська держава"[4].
- 20 березня — за словами МВС Чечні чотирьох озброєних людей заблоковано та вбито під час спецоперації в Ачхой-Мартанівському районі Чечні на кордоні з Інгушетією. З боку силовиків постраждалих немає[5].
- 21 квітня — режим контртерористичної операції (КТО) запроваджено на території Дербента та Дербентського району. Джерело повідомило, що в зоні КТО в Дербенті вбито чотирьох повстанців і є затримані. Пізніше Національний антитерористичний комітет заявив про дев'ятьох убитих. За даними НАК, вони готували атаки на першотравневі свята. У ході спецоперації було поранено спецназівця[6].
- 9 травня  — у дагестанському селищі Чиркей було підірвано приміщення для зіярат біля могили шейха Саїда Чиркейського. Підозрювані потрапили на відео та були затримані[7]
- 19 травня — повстанці напали на храм Архангела Михаїла в Грозному, внаслідок чого було вбито двох співробітників поліції, всі четверо нападників і одного парафіянина, ще двох поліцейських поранено, повідомив Слідчий комітет Росії. Вбиті упізнані. За даними МВС, двоє поліцейських — Кайрат Рахметов та Володимир Горсков — прибули з Саратовської області та перебували у Чечні у відрядженні. За словами глави Чечні Рамзана Кадирова троє з чотирьох убитих — жителі Чечні, а лідер нападників жив в одному із сусідніх регіонів. Відповідальність за напад взяло кавказьке відділення організації "Ісламська Держава"[8].
- 8 червня — МВС Інгушетії повідомило, що силовики блокували двох повстанців у Назрані, яким запропоновано було здатися. На пропозицію скласти зброю вони відкрили вогонь по силовиках, після чого один повстанець був вбитий. У Назрані діє режим контртерористичної операції (КТО). Пізніше повідомлялося, что тут убито двох повстанців. Серед убитих виявилася молода жінка, а один здався[9].
- 20 липня — двоє поліцейських загинули, ще один отримав поранення внаслідок нападу повстанців у селі Стальське Кизилюртівського району Дагестану[10][11].
- 20 серпня — за даними МВС Чечні, двоє людей напали на відділення поліції в Шалінському районі з ножами, поранили двох поліцейських і були вбиті, а ще одна людина намагалася підірвати себе на заставі ДПС у селі Мескер-Юрт Шалінського району, але вижила, поліцейські не постраждали. Того ж ранку у Грозному силовики вбили водія автомобіля, який збив трьох поліцейських. Відповідальність за серію нападів на співробітників поліції в Чечні взяла на себе "Ісламська держава"[12].
- 15 вересня — режим контртерористичної операції запроваджено у Буйнакському та Карабудахкентському районах Дагестану. Під час перестрілки в селі Талги вбито трьох повстанців[13].
- 16 вересня — бійці Росгвардії застрелили трьох ймовірних повстанців в Ачхой-Мартанівському районі Чечні поблизу кордону з Інгушетією. За даними МВС Чечні, вони були оголошені в розшук як учасники бойових дій у Сирії[14].
- 3 жовтня — труп співробітника поліції було виявлено з вогнепальними та ножовими пораненнями в селі Атажукіно Баксанського району Кабардино-Балкарії. За даними джерел, у розшук за підозрою у вбивстві підозрюється 26-річний місцевий мешканець[15].
- 17 листопада — у Старопромисловому районі Грозного в районі 21-го контрольно-пропускного пункту, за даними МВС, жінка здійснила самопідрив. Серед співробітників правоохоронних органів та мирного населення жертв та постраждалих немає. У мережі опубліковано російський і два закордонні паспорти уродженки Адигеї Карини Спірідонової та записка зі зверненням до Аллаха, які нібито належать смертниці[16].
- 29 листопада — трьох людей було вбито в перестрілці з силовиками в Майському районі Кабардино-Балкарії. Інцидент, за даними силовиків, стався, коли співробітники правоохоронних органів спробували зупинити автомобіль, а люди, які перебувають у ньому, відкрили вогонь. ФСБ повідомила, що троє вбито, ще одного затримано[17].